# In the Good Old Summertime
In the Good Old Summertime és una comèdia musical de 1949 dirigida per Robert Z. Leonard i protagonitzada per Judy Garland i Van Johnson.
La història és una adaptació musical de la pel·lícula de 1940 The Shop Around the Corner, dirigida per Ernst Lubitsch i protagonitzada per James Stewart i Margaret Sullavan. Igual que aquesta última, també està basada en l'obra hongaresa de 1937 Illatszertár (també coneguda pel seu nom francès Parfumerie), de l'escriptor Miklós László, però, aquest cop, l'entorn canvia situant la trama a Chicago (Estats Units) en comptes de a Budapest (Hongria).
La pel·lícula es va rodar entre l'octubre de 1948 i el gener de 1949. La filla de Judy Garland, Liza Minnelli, que en aquell moment tenia tres anys, va tenir el seu debut cinematogràfic en aquest film a l'escena final on camina amb sa mare i Van Johnson.

## Argument
En respondre a un anunci de diari, Andrew Larkin comença una amistat per correu amb una dona. La correspondència intel·lectual aviat es transforma en amor i l'Andy comença a plantejar-se el matrimoni. Al mateix temps, la seva corresponsal secreta, Veronica Fisher, entra a treballar a la mateixa botiga de música, ignorant els dos la seva mútua identitat real. La relació però, es complica quan en el dia a dia discuteixen contínuament, fet que dona peu a què els embolics se succeeixen entre ells. L'argument arriba al seu punt zenit quan, a través de les cartes que s'envien, els dos queden en una cita romàntica per conèixer-se. A partir d'aquest moment els dos s'hauran d'enfrontar a la veritat i veure amb uns altres ulls a la persona que, en realitat, estimaven.

## Repartiment
- Judy Garland – Veronica Fisher
- Van Johnson – Andrew Delby Larkin
- S.Z. Sakall – Otto Oberkugen
- Spring Byington – Nellie Burke
- Clinton Sundberg – Rudy Hansen
- Buster Keaton – Hickey
- Marcia Van Dyke – Louise Parkson
- Lillian Bronson – Tieta Addie

## Banda sonora
L'ambientació musical va anar a càrrec de les següents melodies:
1. «In the Good Old Summertime»
2. «Meet Me Tonight in Dreamland»
3. «Put Your Arms Around Me, Honey (I Never Knew Any Girl Like You)»
4. «Wait Till the Sun Shines, Nellie»
5. «Play That Barbershop Chord»
6. «I Don't Care»
7. «Merry Christmas»
8. «Souvenir de Moscou»
9. «Chicago (That Toddlin' Town)»
10. «Listen to the Mockingbird»
11. «Gavotte»
12. «Beautiful Dreamer»
13. «Simfonia núm. 5» de Beethoven
14. «Wiener Blut, Op.354» de Johan Strauss
15. «Jingle Bells»